# Universidad de Laponia
La Universidad de Laponia (en finés: Lapin yliopisto; abreviado: LY) tiene su sede en la ciudad de Rovaniemi, en la Laponia finlandesa.
Fue fundada el 1 de marzo de 1979 y comprende cinco facultades: Arte y Diseño, Empresariales y Turismo, Educación, Derecho, Ciencias Sociales. Entre las otras unidades que conforman la universidad se encuentra también el "Centro Ártico". Cuenta con unos 4600 estudiantes en titulaciones de grado y unos 400 en postgrado. Tiene una importante proyección en la formación continua, con 8200 participantes en la modalidad a distancia y en Universidad de la Tercera Edad.
El personal -docente y no docente- de la Universidad comprende 650 personas. 13 de los 46 millones de euros del presupuesto anual proceden de otras fuentes que el Gobierno de Finlandia (todos los datos, del curso 2006/2007). Es la universidad más septentrional de la Unión Europea, en el círculo polar ártico.

## Afiliaciones
- Universidad del Ártico